# 程序设计实践
程序设计实践是程序设计中的经验总结，这里有许多事务、概念与技巧。

## 程序设计事务
- 程序排错
- 程序测试
- 程序优化
- 程序移植
- 国际化开发
- 日志管理

## 程序设计概念
- 算法
- 数据结构
- 编程接口
- 中断
- 断言
- 异常处理

## 程序构造
参见：数据结构
- 字符串
- 文件
- 缓冲区
- 对象池、链接池、线程池
- 管道
- 套接字

## 编程接口
- POSIX
- ODBC
- JDBC

## 记法
- 宏
- 正则表达式

## 程序库或框架
C++：
- STL

Java:
- JGL
- Struts
- Hibernate